# Juan Carlos Zabala
Juan Carlos Zabala, född 11 oktober 1911 i Rosario, Argentina, död 24 januari 1983 i Buenos Aires, Argentina var en argentinsk maratonlöpare.
I sin ungdom sysslade Zabala med flera olika idrottsgrenar, bland annat fotboll, basket och simning, men specialiserade sig så småningom på långdistanslöpning. Hans genombrott kom 1931 då han vann en av dåtidens högst rankade internationella maratontävlingar i Košice. Senare samma år satte Zabala världsrekord på den numera mycket sällan löpta sträckan 30 kilometer med tiden 1:42:30.
Höjdpunkten i Zabalas karriär kom vid OS i Los Angeles 1932, då han i förhandsfavoriten Paavo Nurmis frånvaro vann guldet i maraton med tiden 2.31.36 före britten Samuel Ferris.
Zabala deltog även i OS i Berlin 1936 men kunde inte försvara sitt guld utan tvingades bryta maratonloppet. Hans bästa prestation i Berlin blev i stället en sjätteplats på 10 000 meter.